# Christopher Lawrence
Christopher Lawrence es un Disc jockey y productor musical estadounidense. Desde el año 2009 es considerado el número 40 de entre los mejores Dj del mundo por la reconocida revista DJmag.

## Biografía
Dj del género trance, especializado en la rama Underground Trance.

## Discografía

### Álbumes
- Rise (1997)
- Rise (Remastered) (1999)
- Temptation (1999)
- Christopher Lawrence Presents: Hook Recordings (1999)
- Trilogy, Part One: Empire (2000)
- United States of Trance (2001)
- Around the World (2002)
- All Or Nothing (2004)
- All Or Nothing (2004)
- Subculture, Vol. 01 (2006)

### Sencillos
- Geoscape (1997)
- Navigator EP (1997)
- Shredder (1998)
- Renegade/Wasteland (1999)